# Самарский государственный технический университет
Сама́рский госуда́рственный техни́ческий университе́т (СамГТУ) — высшее учебное заведение в Самаре, Россия.

## История
В 1930 году в Самаре были открыты механический, энергетический и химико-технологический институты.
В 1933 году три ранее самостоятельных вуза стали единым Средне-Волжским индустриальным институтом.
В 1935 году Средне-Волжский индустриальный институт переименован в Куйбышевский индустриальный институт. Вузу присваивается имя В. В. Куйбышева (КИИ).
В 1962 году КИИ реорганизован в Куйбышевский политехнический институт им. В. В. Куйбышева (КПтИ). Открытие филиала в Сызрани.
В 1980 году награждён орденом Трудового Красного Знамени.
В 1992 году вуз получил статус университета.
В 2014 году был открыт филиал в Новокуйбышевске.
В 2015 году был объединён с Самарским государственным архитектурно-строительным университетом (СГАСУ).
В 2016 году стал одним из 11 региональных опорных вузов России.

## Ректоры
- 1915—1917 — Павел Ильич Митрофанов.
- 21 марта — 4 апреля 1933 года — Стефан Вацлавович Чешейко-Сохацкий.
- 4 апреля 1933 года — 2 мая 1934 года — Василий Иванович Бессонов.
- 3 мая — декабрь 1934 года — Аркадий Ефимович Бобко.
- 16 декабря 1934 — 20 сентября 1937 — Сергей Михайлович Калмыков.
- 29 сентября 1937 года — 10 октября 1938 — Степан Кузьмич Галишников.
- Октябрь — декабрь 1938 года — Федор Тимофеевич Кокин.
- 28 января 1939 года — 28 июля 1951 года — Николай Прокофьевич Воскобойников.
- 19 октября 1951 года — 31 января 1959 года — Василий Федорович Совкин.
- 4 марта 1959 года — 7 декабря 1961 года — Виктор Степанович Козлов.
- 8 декабря 1961 года — 11 июня 1968 года — Николай Николаевич Панов.
- Июнь 1968 года — октябрь 1975 — Иван Сергеевич Волков.
- 30 октября 1975 года — 18 октября 1985 года — Сергей Михайлович Муратов.
- 18 октября 1985 года — 20 сентября 1999 года — Юрий Петрович Самарин.
- 15 декабря 1999 года — ноябрь 2009 года — Владимир Васильевич Калашников.
- C 15 декабря 2009 года по настоящее время — Дмитрий Евгеньевич Быков.

## Структура
- Академия строительства и архитектуры (АСА)
- Институт автоматики и информационных технологий (ИАиИТ)
- Институт инженерно-экономического и гуманитарного образования (ИИЭиГО)
- Институт дополнительного образования
- Факультет пищевых производств (ФПП)
- Институт нефтегазовых технологий (ИНГТ)
- Химико-технологический факультет (ХТФ)
- Инженерно-технологический факультет (ИТФ)
- Теплоэнергетический факультет (ТЭФ)
- Электротехнический факультет (ЭТФ)
- Факультет машиностроения, металлургии и транспорта (ФММиТ)
- Военный учебный центр
- Кафедра «Физическое воспитание и спорт»
- Общеобразовательный архитектурно-технический лицей

## Известные выпускники
См. категорию: Выпускники СамГТУ